# Afeganistão nos Jogos Olímpicos de Verão de 1960
O Afeganistão competiu nos Jogos Olímpicos de Verão de 1960 em Roma, na Itália, Nesta participação, o país não conquistou medalhas.

## Desempenho

### Atletismo(5 atletas)
Masculino
| Atletas                                                                     | Evento                           | Preliminares | Preliminares | Quartas-de-final | Quartas-de-final | Semifinal   | Semifinal   | Final       | Final       |
| Atletas                                                                     | Evento                           | Marca        | Posição      | Marca            | Posição          | Marca       | Posição     | Marca       | Posição     |
| --------------------------------------------------------------------------- | -------------------------------- | ------------ | ------------ | ---------------- | ---------------- | ----------- | ----------- | ----------- | ----------- |
| Abdul Hadi Shekaib                                                          | 100 metros                       | 11.6         | 7º           | Não avançou      | Não avançou      | Não avançou | Não avançou | Não avançou | Não avançou |
| Ali Yusuf Zaid                                                              | 200 metros                       | 23.1         | 6º           | Não avançou      | Não avançou      | Não avançou | Não avançou | Não avançou | Não avançou |
| Habib Sayed                                                                 | 400 metros                       | 53.8         | 7º           | Não avançou      | Não avançou      | Não avançou | Não avançou | Não avançou | Não avançou |
| Abdul Wardak                                                                | 110 metros com barreiras         | Não terminou | —            | Não avançou      | Não avançou      | Não avançou | Não avançou | Não avançou | Não avançou |
| Abdul Wardak                                                                | Lançamento de dardo              | 64.20        | —            |                  |                  |             |             | Não avançou | Não avançou |
| - Abdul Ghafar Ghafoori - Abdul Hadi Shekaib - Ali Yusuf Zaid - Habib Sayed | Revezamento 4 x 100 metros rasos | 44.53        | 4º           |                  |                  | Não avançou | Não avançou | Não avançou | Não avançou |

### Lutas(7 atletas)
Masculino
| Atletas                | Evento    | 1ª Rodada | 2ª Rodada | 3ª Rodada   | 4ª Rodada   | 5ª Rodada   | 6ª Rodada   | 7ª Rodada   | Classificação final |
| ---------------------- | --------- | --------- | --------- | ----------- | ----------- | ----------- | ----------- | ----------- | ------------------- |
| Faiz Mohammad Khakshar | Até 52 kg | D (0-4)   | D (0-4)   | Não avançou | Não avançou | Não avançou | Não avançou | -           | 13º                 |
| Mohamad Kederi         | Até 62 kg | D (0-4)   | D (1-3)   | Não avançou | Não avançou | Não avançou | Não avançou | Não avançou | 21º                 |
| Amir Khalunder         | Até 67 kg | D (0-4)   | D (0-4)   | Não avançou | Não avançou | Não avançou | Não avançou | -           | 24º                 |
| Sultan Dost            | Até 73 kg | D (1-3)   | D (1-3)   | Não avançou | Não avançou | Não avançou | Não avançou | -           | 17º                 |
| Mohammad Khokan        | Até 79 kg | D (0-4)   | BYE       | D (1-3)     | Não avançou | Não avançou | -           | -           | 12º                 |
| Mohiddin Gunga         | Até 87 kg | D (0-4)   | D (0-4)   | Não avançou | Não avançou | Não avançou | Não avançou | -           | 18º                 |
| Nizamuddin Subhani     | + 87 kg   | D (0-4)   | D (1-3)   | Não avançou | Não avançou | Não avançou | Não avançou | -           | 14º                 |